# Sammy Rogers
Norville Rogers dit Sammy (Shaggy dans la version originale anglaise et la version québécoise), est un personnage de fiction créé par Iwao Takamoto dans la série télévisée d'animation Scooby-Doo, produite par Hanna-Barbera.

## Biographie
Sammy est un grand dadais mal rasé aux cheveux longs, qui se fait souvent traiter de hippie ou de beatnik. Il porte toujours un long tee-shirt vert, un pantalon de couleur bordeaux et des chaussures noires. C'est le meilleur ami de Scooby-Doo et, comme lui, il est goinfre et peureux, mais il fait preuve de courage quand ses amis sont en danger. Son expression favorite : « Genre ! » (ou « Mordicus ! »).
Il a entre 17 et 19 ans, cela dépend des saisons et des séries/films.

### Famille
Ses parents, Colton et Paula Rogers, sont des snobs qui font des après-midis peinture et qui aimeraient beaucoup qu'il arrête de résoudre des enquêtes. La saison 10 nous apprend qu'il est le neveu d'Albert Shaggleford (côté maternel), un savant milliardaire. Il a également un autre oncle appelé Beauregard dont il hérite d'un vieux manoir dans le vieux Sud des États-Unis. Il est, avec sa cousine au 3e degré Tony Rogers, l'un des descendants du célèbre cow-boy et hors-la-loi Jack Rogers dit l'Elégant. Selon Scooby-Doo et la légende du Roi Arthur, il serait le dernier descendant de messire Norville de Morgonia, éphémère roi de Camelot et vainqueur de la Fée Morgane.

## Mème internet

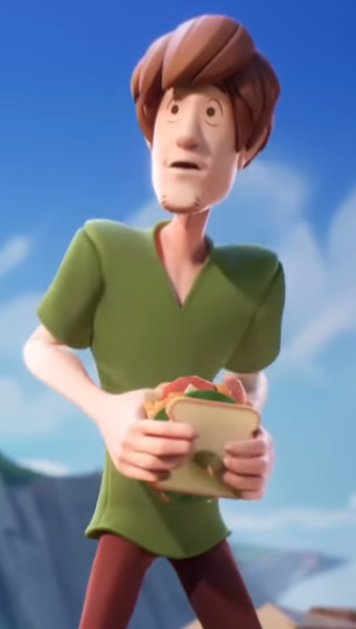
Personnage de Sammy (Shaggy) dans le jeu MultiVersus.

Le personnage de Sammy est devenue le sujet d'un mème internet dans lequel il serait un personnage d'une puissance surhumaine, voire divine. Son origine vient d'une vidéo YouTube montrant une scène du film Direct-to-video, "Scooby-Doo : La Légende du Phantosaure" dans lequel Sammy se bat contre des motards et ayant en musique de fond la chanson Ultimate Battle de Dragon Ball Super. Ce mème a eu droit à différent fanarts de Sammy sous les traits d'un Super Saiyan et de nombreux posts sur différents sites montrant les capacités surhumaines en n'utilisant qu'un pour cent de sa force. Une pétition en ligne sur Change.org proposé Sammy en DLC sur le jeu Mortal Kombat 11,, bien que ne résultant en rien, la pétition sera référencée dans un Bumper de Warner Bros où Sammy arrête sans soucis Scorpion,. Une partie des techniques de combat de Sammy dans le jeu MultiVersus s'impire par ailleurs du mème.